# Akañaña
Akañaña, également Acanaña, est la capitale de la paroisse civile de Huachamacare dans la municipalité d'Alto Orinoco dans l'État d'Amazonas au Venezuela, sur le río Cunucunuma, à proximité du confluent avec l'Orénoque.

## Flore et faune
La localité est le lieu de découverte de l'espèce de scorpions Tityus acananensis qui en tire son nom.